# Тобіас Еберхард
Тобіас Ебергард (нім. Tobias Eberhard; нар. 12 січня 1985, Зальфельден, Австрія) — австрійський біатлоніст, чемпіон Європи з біатлону 2011 року в спринті, переможець та призер етапів кубка світу з біатлону у складі естафетної збірної. Старший брат австрійського біатлоніста Юліана Ебергарда.

## Виступи на чемпіонатах Європи
| Рік  | Міце проведення     | Інд | Спр | Пр  | МС | Ест |
| 2004 | Мінськ              |     | 33  | DNF |    |     |
| 2005 | Новосибірськ        | 12  | 6   | 8   |    |     |
| 2006 | Лангдорф            |     | 11  | DNF |    | 8   |
| 2007 | Бансько             | 11  | 3   | 8   |    |     |
| 2008 | Нове-Мєсто          | 49  | 4   | 21  |    |     |
| 2009 | Уфа                 |     | 5   | 21  |    | 5   |
| 2010 | Отепя               |     | 12  | 22  |    |     |
| 2011 | Ріднаун-Валь Рідана |     | 1   | 10  |    | 4   |

## Кар'єра в Кубку світу
- Дебют в кубку світу — 15 березня 2006 року в спринті в Контіолахті — 88 місце.
- Перше попадання в залікову зону — 15 грудня 2007 року в спринті в Поклюці — 20 місце.
- Перший подіум — 15 грудня 2007 року в естафеті в Гохфільцені — 1 місце.
- Перший перемога — 21 грудня 2008 року в естафеті в Гохфільцені — 1 місце.

## Загальний залік в Кубку світу
- 2007–2008 — 80-е місце (11 очок)
- 2008–2009 — 37-е місце (222 очки)
- 2009–2010 — 42-е місце (177 очок)
- 2010–2011 — 36-е місце (215 очок)
- 2012–2013 — 82-е місце (17 очок)

## Статистика стрільби
| № п/п | Сезон     | Загальна         | Індивідуальна гонка | Спринт         | Гонка переслідування | Мас-старт      | Естафета       |
| ----- | --------- | ---------------- | ------------------- | -------------- | -------------------- | -------------- | -------------- |
| 1     | 2006-2005 | 60,0 % (12/20)   | 0,0 % (0/0)         | 60,0 % (12/20) | 0,0 % (0/0)          | 0,0 % (0/0)    | 0,0 % (0/0)    |
| 2     | 2006-2007 | 75,2 % (109/145) | 77,5 % (31/40)      | 75,7 % (53/70) | 75,0 % (15/20)       | 0,0 % (0/0)    | 66,7 % (10/15) |
| 3     | 2007-2008 | 69,9 % (102/146) | 75,0 % (30/40)      | 68,6 % (48/70) | 75,0 % (15/20)       | 0,0 % (0/0)    | 56,3 % (9/16)  |
| 4     | 2008-2009 | 78,8 % (231/293) | 71,7 % (43/60)      | 83,3 % (75/90) | 76,0 % (76/100)      | 85,0 % (17/20) | 87,0 % (20/23) |
| 5     | 2009-2010 | 76,9 % (170/221) | 81,7 % (49/60)      | 73,3 % (66/90) | 75,0 % (45/60)       | 0,0 % (0/0)    | 90,9 % (10/11) |
| 6     | 2010-2011 | 80,7 % (222/275) | 87,5 % (35/40)      | 80,0 % (72/90) | 79,0 % (79/100)      | 80,0 % (16/20) | 80,0 % (20/25) |
| 7     | 2011-2012 | 69,0 % (29/42)   | 0,0 % (0/0)         | 63,3 % (19/30) | 0,0 % (0/0)          | 0,0 % (0/0)    | 83,3 % (10/12) |
| 8     | 2012-2013 | 76,5 % (65/85)   | 55,0 % (11/20)      | 90,0 % (27/30) | 90,0 % (18/20)       | 0,0 % (0/0)    | 60,0 % (9/15)  |